# Капустніков Олег Юрійович
Олег Юрійович Капустніков (нар. 5 травня 1972) — радянський, казахський та російський футболіст, нападник, гравець національної збірної Казахстану. Виступав у вищих дивізіонах чемпіонату Казахстану, України та Росії.

## Клубна кар'єра
Розпочинав футбольну кар'єру в 17 років у шимкентському «Меліораторі», який виступав у другій радянській лізі. Наступні два сезони він грав за «Монтажник» з Туркестану, а в 1992 році повернувся в Чимкент. У перших двох сезонах незалежного чемпіонату Казахстану Капустніков був одним з найрезультативніших футболістів, забиваючи по 15 м'ячів за сезон, входив до числа 33 найкращих футболістів Казахстану (в 1992 році під номером 2, у 1993 році під номером 1).
У 1994 році Олег Капустніков перейшов до запорізького «Металурга» і зіграв 7 матчів у чемпіонаті України (Дебютував за запорізьку команду 4 березня 1995 року в нічийному (0:0) виїзному поєдинку 18-го туру вищої ліги проти криворізького «Кривбаса». Олег вийшов на поле в стартовому складі та відіграв увесь матч.) Влітку 1995 року він знову змінив клуб - на російський «КАМАЗ». У Вищій лізі Росії Капустніков дебютував 16 вересня 1995 року у матчі проти «Текстильника» (2:1). Усього він зіграв 5 матчів за «КАМАЗ» в чемпіонаті, голами не відзначався.
Наступного року Капустніков провів половину сезону в липецькому «Металурзі», але на поле не виходив, потім грав у Чемпіонаті Казахстану за ФК «Тараз». Після деякої перерви, 2000 року Капустніков повернувся у професійний футбол і втступав у казахської лізі за «Достик» з Шимкента.
Отримавши російське громадянство, Олег Капусніков у 2000-2001 роках виступав за клуб другого дивізіону Росії «Зірка» (Іркутськ), а останні роки своєї кар'єри провів в аматорських командах Іркутська.
Наприкінці 2000-их грав у ветеранських турнірах в Іркутську.

## Кар'єра в збірній
Олег Капустніков зіграв перший матч за збірну Казахстану 16 липня 1992 проти Узбекистану (1:0). Всього на його рахунку 7 матчів за національну команду. 11 квітня 1994 року в матчі проти Таджикистану (1:0) Капустніков забив свій єдиний м'яч за збірну в рамках Кубку незалежності Узбекистану. Це був перший офіційний матч Казахстану з моменту його вступу до ФІФА.
| Матчі й голи в збірній | Матчі й голи в збірній | Матчі й голи в збірній | Матчі й голи в збірній | Матчі й голи в збірній | Матчі й голи в збірній | Матчі й голи в збірній         |
| Казахстан              | Казахстан              | Казахстан              | Казахстан              | Казахстан              | Казахстан              | Казахстан                      |
| Ном.                   | Дата                   | Місце                  | Суперник               | Гол                    | Матчі                  | Змагання                       |
| ---------------------- | ---------------------- | ---------------------- | ---------------------- | ---------------------- | ---------------------- | ------------------------------ |
| 1.                     | 16.07.1992             | Алма-Ата               | Узбекистан             |                        | 1:0                    | Кубок Центральної Азії         |
| 2.                     | 14.09.1992             | Ашгабат                | Туркменістан           |                        | 1:1                    | Кубок Центральної Азії         |
| 3.                     | 26.09.1992             | Бішкек                 | Киргизстан             |                        | 1:1                    | Кубок Центральної Азії         |
| 4.                     | 14.10.1992             | Ташкент                | Узбекистан             |                        | 1:1                    | Кубок Центральної Азії         |
| 5.                     | 11.04.1994             | Ташкент                | Таджикистан            | Гол                    | 1:0                    | Кубок незалежності Узбекистану |
| 6.                     | 13.04.1994             | Ташкент                | Узбекистан             |                        | 0:1                    | Кубок незалежності Узбекистану |
| 7.                     | 15.04.1994             | Ташкент                | Туркменістан           |                        | 0:0                    | Кубок незалежності Узбекистану |